# Русский собор
Русский собор (Ruskij Sobor) — галицкая организация, основанная поляками под видом народного русинского общества в период революции 1848 года. По мнению большинства исследователей, имела целью отвлечение русинов от движения за национальную самоидентификацию, и была создана в противовес Главной русской раде.

## История
Организация была основана во Львове после провозглашения русинов самостоятельным народом и создания первой русинской общественно-политической организации — Главной русской рады. Датой основания Русского собора принято считать 23 мая 1848 года. В организации состояло 64 человека поляков и ополяченных русинов («Gente Rutheni, natione Poloni» — «русины польской нации»), главным образом из шляхты (Л. Сапега, Дзедушицкие, Яблонский и др), мещанства, чиновничества, духовенства (О. Криницкий, Р. Крыжановский и И. Вагилевич) и интеллигенции. Членами основателями стали член шляхетской судебной палаты Антоний Домбчанский, священник Виктор Дольницкий, графы Александр и Владимир Дзедушицкие, помещик Адам Голеевский, Генрих Яблонский, князь Пузына и др. Идейным отцом организации называют Каспера Ценглевича.
Деятели «Русского собора» начали издавать газету «Dnewnyk Ruskij» на народном языке но латинским алфавитом (часть тиража печаталась кириллицей). Редактором газеты согласился стать Иван Вагилевич. Кроме того, члены «Собора» распространяли среди народа свои листовки, составляли заявления, подложные письма, выступали на австрийских мероприятиях от имени народа Галиции и т. п. Многие исследователи[кто?] считают, что целью организации было внесение разлада в галицко-русское движение для его ослабления и восстановления полноты польской власти в Галиции. Как утверждал О. А. Мончаловский, именно в это время родился лозунг «Puscic rusina na rusina» и заложены идейные основы противостояния «русофилов» и «украинофилов».
Русский собор выступал с критикой идей Главной русской рады, таких, как предложение раздела Галиции на польскую и «рускую» части, высказанное в венском парламенте депутатами из Галичины, среди которых были Г. Яхимович, М. Куземский и др. В петиции, поданной в парламент Русским собором, содержались обвинения в адрес Главной русской рады, которая якобы состоит из нескольких чиновников и священников под руководством бюрократов. Главную русскую раду также обвиняли в стремлении оторвать от Австрийской империи Восточную Галицию и присоединить её к России. На страницах же «Дневника русского» публиковались статьи с антироссийской направленности, в которых содержались мысли о соединении поляков и малороссов для борьбы против российского царизма. Авторы газеты также печатали положительные отзывы о деятельности Кирилло-Мефодиевского братства и Т. Г. Шевченко, называя его «мучеником дела руськой свободы», и гетманов Мазепы и Выговского, тем самым предвосхищая идеи украинского национализма.
Несмотря на активность, проявляемую членами организации, её идеи не нашли поддержки среди народа, и Русский собор вскоре закончил своё существование.